# Ladies versus Butlers!
Ladies versus Butlers! (れでぃ×ばと!?, Redi×Bato) è una serie di light novel scritta da Tsukasa Kōzuki e illustrata da Munyū. Il primo volume della serie è stato pubblicato nel settembre 2006, ed al 2012 sono stati pubblicati tredici volumi dalla ASCII Media Works. Un adattamento manga è stato realizzato dal gruppo di illustratori Nekoyashiki-Nekomaru ed è iniziato sulla rivista della ASCII Media Works' Dengeki Moeoh nel giugno 2008. Un adattamento anime prodotto dallo studio Xebec e diretto da Atsushi Ōtsuki è stato trasmesso in Giappone fra gennaio e marzo 2010.

## Trama
Akiharu Hino ha perso i propri genitori da piccolo ed ha trascorso tutta l'infanzia con gli zii. Per non pesare più sulla sua famiglia, decide quindi di iscriversi in un collegio, il prestigioso Hakureiryō Academy, e mantenersi grazie alle borse di studio. Nella scuola vengono istruiti giovani uomini e giovani donne a diventare perfetti maggiordomi o cameriere, unitamente all'educazione delle giovani "lady", rampolle di famiglie facoltose che si preparano per il debutto in società.
Al di là delle attività specifiche, il resto delle lezioni sono comuni a tutti i gruppi di studenti che quindi possono "mischiarsi" fra loro, indipendentemente dalla classe sociale. Il sogno di Akiharu Hino è di diventare un maggiordomo impeccabile, ma il suo aspetto da delinquente tende a spaventare le giovani studentesse dell'istituto. In soccorso di Akiharu giunge la graziosa lady Tomomi Saikyō, sua amica di infanzia, dotata di una doppia personalità che lo traumatizzò da bambino. Un'altra ragazza, l'altezzosa Iori Flameheart, invece inizierà a ostacolare il giovane per il suo aspetto sospetto ed il fatto che non l'abbia trattata con riverenza. Tuttavia, con il tempo il rapporto fra il giovane e le sue compagne migliorerà notevolmente.

## Personaggi

### Servitori
Akiharu Hino (日野 秋晴?, Hino Akiharu)
Doppiato da Kazuyuki Okitsu
Protagonista della storia, viene considerato un delinquente a causa dei suoi occhi rossi e dall'aspetto non proprio rassicurante (accentuato da una cicatrice sul sopracciglio sinistro). In contrasto con il suo aspetto ha una personalità molto premurosa, ma non è un esperto per quanto riguarda le ragazze e le questioni d'amore. A causa della combinazione del suo modo di apparire con una serie di sfortunati incidenti viene spesso (falsamente) accusato di commettere degli atti perversi nei confronti delle ragazze. Veniva tormentato dalla sua amica d'infanzia Tomomi quando erano piccoli e ora che sono diventati compagni di scuola Tomomi è spesso dietro i piani che portano a queste incomprensioni.
Egli è ben consapevole della natura diabolica e della personalità manipolatrice di Tomomi, ma è rassegnato a subire i suoi scherzi dato che lei riesce sempre a farla franca con la sua "maschera" di persona gentile ed educata. Lei lo rassicura dicendogli che l'avrebbe aiutato fino alla laurea, forse perché inconsciamente si preoccupa per lui o, più probabilmente, solo perché trova divertente stare a scuola con lui intorno.
Kaoru Daichi (大地 薫?, Daichi Kaoru)
Doppiata da Rie Kugimiya
È un compagno di stanza e di studi di Akiharu. Kaoru è in realtà una ragazza travestita (a causa di un padre severo che le ordinò di frequentare la Hakureiryō come un maschio). Ha molti fan nella sezione superiore ed è facilmente scambiabile per un ragazzo a causa del suo seno ridotto e per i capelli corti. È piuttosto fredda verso Akiharu nei primi tempi, ma lentamente si apre nei suoi confronti. Si preoccupa sempre che venga scoperto il suo vero genere, in particolare con la condivisione di una stanza con Akiharu. È allo stesso tempo sollevata e piuttosto sconvolta quando Akiharu la vede nuda dalla vita in su e non mostra alcuna reazione (a causa del suo petto piatto). Sviluppa inconsciamente dei sentimenti per Akiharu quando risponde alla lettera d'amore di una studentessa. È cintura nera di un'arte marziale non specificata, ma pare che sia cresciuta in un dojo, come mostrato in un flashback.
Sanae Shikikagami (四季鏡 早苗?, Shikikagami Sanae)
Doppiata da Ami Koshimizu
È una cameriera estremamente goffa che frequenta l'accademia Hakureiryō e che causa ad Akiharu non pochi problemi. Sono infatti di più le volte in cui cade o scivola a terra (spesso addosso proprio ad Akiharu) rispetto a quelle in cui svolge bene il suo lavoro (in verità molto poche). Ha una sorella maggiore, Saori. Anche lei avrebbe dovuto essere nella stessa sezione della sorella, ma a causa dei problemi che la sua famiglia vive negli ultimi tempi è costretta a stare in quella dei servi.
Shingo Todoroki (轟 慎吾?, Todoroki Shingo)
Doppiato da Takafumi Kawakami
Un membro della classe dei servi dell'Accademia e uno dei pochi ragazzi in tutta la scuola. È un totale pervertito che non nasconde affatto di essere venuto all'Hakureiryō solo perché le ragazze che frequentano questa scuola sono o belle cameriere in formazione o delle signore di alta classe provenienti da famiglie importanti. La sua perversione lo porta quasi sempre a molestare sessualmente le donne e, pertanto, a provocare l'ira della capo istruttrice Mikan.
Mitsuru Sanke (三家 満?, Sanke Mitsuru)
Doppiato da Ayumi Fujimura
Un membro della classe dei servi dell'Accademia e uno dei pochi ragazzi in tutta la scuola. È il beniamino delle cameriere della sua sezione.

### Lady
Tomomi Saikyō (彩京 朋美?, Saikyō Tomomi)
Doppiata da Ayako Kawasumi
Tomomi è una studentessa di scuola superiore ed è anche un'amica d'infanzia di Akiharu. Il suo atteggiamento educato e raffinato serve come maschera per nascondere la sua vera natura di sadica manipolatrice. Il suo nome, anni prima dell'inizio della serie, era Tomomi Suzuhashi fino a quando la madre non si risposò con un uomo più ricco. Gioca con le altre persone per evitare di annoiarsi (Akiharu, Selenia o entrambi sono le sue solite vittime). Infatti sembra non conoscere altri modi per passare il tempo. Tomomi è perfettamente disposta a ricavare le informazioni da tutti (come nel caso dello scandalo Hino-Khadim quando decise di mantenere il silenzio pur avendo scoperto le regole della famiglia Khadim, solo per poi rivelare ciò che sapeva quando le cose stavano cominciando a diventare troppo difficili per Akiharu). In alcuni casi progetta dei piani per raggiungere certi fini (come quando assegna Hino al fianco di Mimina per un giorno al fine di ispirarla nei suoi disegni). Secondo Akiharu è molto intelligente e non le piace perdere con le altre persone. Un esempio è quando in un flashback, che mostra il primo incontro tra lei e Selenia Flameheart, nei quale quest'ultima non riesce a superare Tomomi nei risultati delle verifiche, pur tuttavia superandola, durante la visita medica, nella misurazione del seno. Nell'anime una sua caratteristica è una risatina acuta accompagnata da un'ombra scura sui suoi occhi e dall'espressione sul suo viso, indicanti che sta avendo dei pensieri maligni. Durante un appuntamento con lei Akiharu le rivela che, nonostante lo tormentasse di continuo alle elementari, aveva comunque avuto una cotta per lei e che il suo sogno era stato quello di sposarla quando fossero cresciuti, sorprendendo e imbarazzando Tomomi, mostrando che lei ricambiasse tali sentimenti, dei quali però non si era mai resa conto fino a quel momento. Ciò viene ulteriormente avvalorato dal suo diventare gelosa dopo aver visto Selenia e Akiharu mentre si baciano.
Selnia Iori Flameheart (セルニア＝伊織＝フレイムハート?, Serunia Iori Fureimuhāto)
Doppiata da Mai Nakahara
Come studentessa di un'accademia superiore, Selenia è estremamente orgogliosa del suo status di rampolla della famiglia Flameheart. È spesso lo sfortunato bersaglio dei vari equivoci che coinvolgono Akiharu appositamente causati dalla compagna di studi Tomomi Saikyo. Mentre esteriormente è arrogante e acida nei confronti di Hino si preoccupa ugualmente per lui quando si trova in situazioni tutt'altro che gradevoli. Il suo taglio di capelli è il motivo per cui Akiharu la soprannomina "trapano" (sconvolgendola molto). Nell'anime i capelli girano ed emettono suoni simili proprio a quelli di un trapano ogni volta che si agita. È molto evidente che prova dei sentimenti nei confronti di Akiharu, come si può vedere nella sua rivalità con Tomomi per conquistare il suo affetto. Anche se nega di provare qualcosa per Akiharu, non se ne rende conto e si rassegna ad accettare come si sente.
Pina Sformklan Estoh (ピナ＝スフォルムクラン＝エストー?, Pina Suforumukuran Esutō)
Doppiata da Mai Goto
È la principessa di un piccolo paese trasferitasi in Giappone in gran parte per il suo amore verso gli anime. Afferma apertamente il suo orgoglio di essere una otaku, disprezza i giovani giapponesi che conoscono una qualsiasi opera straniera o compositore senza però sapere nemmeno i nomi degli anime fatti nel proprio paese. È molto sola dal momento che non ha nessuno con cui parlare di anime, cosplay, o altri hobby da otaku, a parte la preside della scuola, appassionata di videogiochi, anime e altro.
Mimina Ōsawa (桜沢 みみな?, Ōsawa Mimina)
Doppiata da Rina Hidaka
È una studentessa di 19 anni che ne dimostra 10 a causa di una malattia che la tenne in ospedale per buona parte della sua vita. Sviluppò il suo talento per il disegno per combattere la noia dell'ospedale, diventando molto brava, tuttavia non sopporta di dover disegnare per il bene degli altri, volendo solo disegnare ciò che le piace. Anche se in un primo momento Akiharu non le piace, comincia a nutrire dei sentimenti per lui quando la difende dicendo agli altri studenti che non dovrebbe disegnare per gli altri, ma solo quello che vuole e per sé stessa.
Suiran Fō (鳳 水蘭?, Fō Suiran)
Doppiata da Saori Hayami
Saori Shikikagami (四季鏡 沙織?, Shikikagami Saori)
Doppiata da Yūko Gotō
Ayse Khadim (アイシェ＝ハディム?, Aishe Hadimu)
Doppiata da Kana Hanazawa
Hedyeh (ヘディエ?, Hedie)
Doppiata da Haruka Tomatsu
Tōichirō Kazamatsuri (風祭 灯一郎?, Kazamatsuri Tōichirō)
Doppiata da Shinji Kawada

### Altri
Kaede Tenjōji (天壌慈 楓?, Tenjōji Kaede)
Doppiata da Mariya Ise
Mikan (深閑?)
Doppiata da Kumi Sakuma
Natsume Hino (日野 棗?, Hino Natsume)
Mikako Saikyō (彩京 美佳子?, Saikyō Mikako)

## Media

### Light novel
Ladies versus Butlers! è iniziato come una serie di light novel scritte da Tsukasa Kōzuki, con illustrazioni di Munyū. I volumi della serie sono pubblicati dalla ASCII Media Works sotto l'etichetta della Dengeki Bunko, con il primo volume pubblicato il 10 settembre 2006, ed al 2012 sono stati pubblicati tredici volumi.

#### Volumi
| Nº | Data di prima pubblicazione | Data di prima pubblicazione | Data di prima pubblicazione |
| Nº | Giapponese                  | Giapponese                  |                             |
| -- | --------------------------- | --------------------------- | --------------------------- |
| 1  | 10 settembre 2006           | ISBN 4-8402-3559-7          |                             |
| 2  | 10 gennaio 2007             | ISBN 978-4-8402-3687-4      |                             |
| 3  | 10 maggio 2007              | ISBN 978-4-8402-3841-0      |                             |
| 4  | 10 agosto 2007              | ISBN 978-4-8402-3941-7      |                             |
| 5  | 10 dicembre 2007            | ISBN 978-4-8402-4121-2      |                             |
| 6  | 10 aprile 2008              | ISBN 978-4-04-867017-3      |                             |
| 7  | 10 settembre 2008           | ISBN 978-4-04-867216-0      |                             |
| 8  | 10 aprile 2009              | ISBN 978-4-04-867765-3      |                             |
| 9  | 10 settembre 2009           | ISBN 978-4-04-868011-0      |                             |
| 10 | 10 gennaio 2010             | ISBN 978-4-04-868274-9      |                             |
| 11 | 10 marzo 2010               | ISBN 978-4-04-868394-4      |                             |
| 12 | 10 maggio 2011              | ISBN 978-4-04-870489-2      |                             |
| 13 | 10 marzo 2012               | ISBN 978-4-04-886372-8      |                             |

### Manga
Un adattamento manga del gruppo di illustratori Nekoyashiki-Nekomaru ha iniziato ad essere realizzato sulla rivista di seinen manga Dengeki Moeoh pubblicata dalla ASCII Media Works' a partire da giugno 2008. Il primo e unico tankōbon è stato pubblicato il 18 dicembre 2009.

#### Volumi
| Nº | Data di prima pubblicazione | Data di prima pubblicazione | Data di prima pubblicazione |
| Nº | Giapponese                  | Giapponese                  |                             |
| -- | --------------------------- | --------------------------- | --------------------------- |
| 1  | 18 dicembre 2009            | ISBN 978-4-04-868296-1      |                             |

### Drama-CD
Un drama-CD di circa un'ora basato sulle light novel è stato pubblicato dalla ASCII Media Works il 6 settembre 2009. Il CD è stato pubblicato allegato ad un booklet contenente materiale scritto da Tsukasa Kōzuki ed illustrato da Munyū, un volantino che descriveva i personaggi, una piccola collezione di disegni, ed un set di cartoline. Il CD contiene tre episodi, il secondo dei quali è una storia originale. I doppiatori del CD sono gli stessi dell'adattamento animato.

### Internet radio show
Uno show radiofonico in onda su Internet intitolato Mai's and Mariya's Radio versus Butlers! (麻衣と茉莉也のらじ×ばと!?, Mai to Mariya no Raji×Bato!) è stato trasmesso a partire dal 28 settembre 2009 per promuovere le trasmissioni dell'anime. Lo show è stato trasmesso in streaming ogni lunedì, ed era condotto da Mai Goto e Mariya Ise, rispettivamente doppiatrici di Pina Sufolmuclan Estoh e Kaede Tenjōji nell'anime. La sigla dello show era il brano Arashi o Yobu Party Nau (嵐を呼ぶパーティなう?) cantato dalle due doppiatrici.

### Anime
Una serie televisiva anime prodotta dallo studio Xebec e diretta da Atsushi Ōtsuki è stata trasmessa in Giappone fra il 5 gennaio ed il 23 marzo 2010 dal canale televisivo AT-X. Il primo episodio è stato trasmesso in anteprima il 29 dicembre sempre su AT-X. Al termine delle trasmissioni, la serie è stata raccolta in una collezione di Blu-ray Disc, a cui sono stati aggiunti sei mini-episodi bonus.

#### Episodi
| Nº | Titolo italiano Giapponese 「Kanji」 - Rōmaji                                | In onda          | In onda |
| Nº | Titolo italiano Giapponese 「Kanji」 - Rōmaji                                | Giapponese       |         |
| 1  | Boy Versus Lady 「ぼーい×れでぃ」 - boui X redei                             | 5 gennaio 2010   |         |
| 2  | Lady Versus Lady! 「れでぃ×れでぃ！」 - redei X redei !                      | 12 gennaio 2010  |         |
| 3  | Guard Versus Lady? 「がーど×れでぃ？」 - gaado X redei ?                     | 19 gennaio 2010  |         |
| 4  | Lady Versus Virgin? 「れでぃ×ばーじん？」 - redi X baajin?                   | 26 gennaio 2010  |         |
| 5  | Lady Versus Lady!! 「れでぃ×れでぃ!!」 - redi X redi!!                       | 2 febbraio 2010  |         |
| 6  | Secret Versus Boy? 「しーくれっと×ぼーい？」 - shiikuretto X booi?           | 9 febbraio 2010  |         |
| 7  | Lady Versus Magical 「れでぃ×まじかる」 - redi X majikaru                    | 16 febbraio 2010 |         |
| 8  | Summer Versus Scandal 「さまー×すきゃんだる」 - samaa X sukyandaru           | 23 febbraio 2010 |         |
| 9  | Date? Versus Chaste! 「でーと？×ちぇいす！」 - deeto? X cheisu!              | 2 marzo 2010     |         |
| 10 | Love Letter Versus Rhapsody 「らぶれたー×らぷそでぃ」 - raburetaa X rapusodi | 9 marzo 2010     |         |
| 11 | Lady Versus Lady!!! 「れでぃ×れでぃ!!!」 - redi X redi!!!                    | 16 marzo 2010    |         |
| 12 | Lady Versus Battle! 「れでぃ×ばとる！」 - redi X batoru!                     | 23 marzo 2010    |         |

#### Colonna sonora
Sigla di apertura
- LOVE x HEAVEN cantata da Ayako Kawasumi, Mai Nakahara, Rie Kugimiya and Ami Koshimizu

Sigla di chiusura
- my starry boy cantata da Mai Nakahar